# Trogontherium cuvieri
Trogontherium cuvieri – wymarły gatunek dużego bobra (Castoridae), szeroko rozpowszechniony w pliocenie i plejstocenie na terenach Eurazji.

## Historia odkrycia i badań
Książę Aleksandr Sergiejewicz Stroganow podarował Johannowi Fischer von Waldheim skamieniałe fragmenty okazu kopalnego zwierzęcia znalezione na wybrzeżu Morza Azowskiego, w okolicy Taganrog. Waldheim opisał zwierzę w liście kierowanym do księcia w 1809 roku, lecz nie nadał nazwy naukowej. W tym samym roku opublikował także opis bobra na łamach „Mémoires de la Société impériale des Naturalistes de Moscou”, lecz w tej pracy także nie zaproponował nazwy. Binominalna nazwa Castor trogontherium została nadana i użyta dla oznaczenia opisanego gatunku dopiero w publikacji Georges'a Cuviera „Recherches sur les ossemens fossiles” (1812). Cuvier podał nazwisko Waldheima jako autora dopiero w drugim wydaniu tej publikacji w 1824 roku. Użył wówczas już nazwy naukowej Trogontherium cuvieri. W 1862 roku Auguste Laugel zaproponował, by gatunkowi, którego kopalne szczątki znaleziono w Saint-Prest, nadano nazwę Conodontes boisvilletti, lecz nazwa ta została w późniejszym czasie uznana za synonim T. cuvieri. Ostatecznie – po głębszych badaniach – Antje Schreuder uznał, że jest to gatunek temporalny i zaproponował, by dla wcześniejszych okazów używać nazwy T. cuvieri boisvilletti, zaś późniejszych – T. cuvieri cuvieri.
Skamieniałe szczątki T. cuvieri odkryto także w Polsce. Znaleziska dokonano w jaskini w Kozim Grzbiecie w Zajączkowie, w osadach datowanych na środkowy plejstocen. Jednak przez wiele lat skamieniałości te były przechowywane przez Instytut Systematyki i Ewolucji Zwierząt PAN jako szczątki należące do bobra europejskiego (Castor fiber). Poprawnej identyfikacji kości dokonał polski paleontolog Mieczysław Wolsan.

## Morfologia
T. cuvieri był dużym bobrem, ale mniejszym od przedstawicieli Castoroides i Youngofiber. Maksymalny wymiar jego czaszki to 210 mm.

## Występowanie
W czasie maksymalnego zasięgu występowania geograficznego, na początku plejstocenu, zamieszkiwał obszar od terenu obecnej Francji na zachodzie, do Chin i północnej Syberii (rejon Kołymy) na wschodzie, zaś na południe sięgał do Morza Azowskiego. T. cuvieri wyginął w środkowym plejstocenie (Saalian).